# Tomnatek (Bihar megye)
Tomnatek (Tomnatic), település Romániában, a Partiumban, Bihar megyében.

## Fekvése
Révtől délnyugatra, a DJ 764-es út közelében fekvő település.

## Története
A trianoni békeszerződés előtt Bihar vármegyéhez tartozott és 1941 előtt Rév része volt. A Második bécsi döntést követően vált külön Révtől Tomnatec (Tomnatic) néven.
1941-ben 614 román lakosa volt. Az 1977-ben végzett népszámláláskor 611, 1992-ben 437 román lakosa volt. A 2002-es népszámláláskor 409 lakosából 407 román, 1 magyar és 1 szlovák volt.